# IC 4726
IC 4726 est une galaxie lenticulaire située dans la constellation du Paon. Sa vitesse par rapport au fond diffus cosmologique est de 4 512 ± 45 km/s, ce qui correspond à une distance de Hubble de 66,6 ± 4,7 Mpc (∼217 millions d'al). Cette galaxie a été découverte par l'astronome américain DeLisle Stewart en 1901.

## Groupe d'IC 4765
Selon A. M. Garcia IC 4726 fait partie du groupe d'IC 4765. Ce groupe de galaxies renferme au moins 31 membres dont trois du New General Catalogue et 19 de l'Index Catalogue.